# Matías Guardia
Matías Guardia (n. Mendoza, Argentina, 2 de diciembre de 1991) es un futbolista argentino. Juega como guardameta en La Totora de la Liga de Fútbol del Norte Puntano. Ha jugado en diversos clubes de Mendoza, San Luis y Quines.

## Clubes
| Club               | País      | Año       |
| ------------------ | --------- | --------- |
| Atlético Argentino | Argentina | 2010-2012 |
| La Dormida         | Argentina | 2012-2013 |
| Desaguadero        | Argentina | 2013-2014 |
| Balde              | Argentina | 2014-2015 |
| La Calera          | San Luis  | 2015      |
| Balde de Quines    | Argentina | 2016      |
| La Florida         | Quines    | 2016-2017 |
| La Totora          | Argentina | 2018      |